# Liste von Mac-Clones
Das klassische Mac OS des Computerherstellers Apple, damals System 7 (umbenannt in Mac OS ab Version 7.6), wurde von Sommer 1994 bis September 1997 an andere Computerhersteller lizenziert. Die aus dieser Lizenz resultierenden Macintosh-kompatiblen Geräte, die Macintosh-Klone oder englisch Mac Clones genannt wurden, sind hier aufgelistet. Die Umbenennung von System in Mac OS erfolgte um diese Klone vom Markt zu verdrängen.

## Liste der Lizenznehmer
Die folgende Liste gibt eine Übersicht der Lizenznehmer und deren Modellreihen mit Prozessor und Taktfrequenz.

### Akia
- MicroBook Power 603e/240 – 240 MHz PowerPC 603e
- MicroBook Power 604e/225 – 225 MHz PowerPC 604e
- MicroBook Power 604e/233 SP – 233 MHz PowerPC 604e
- MicroBook Power 604e/233 DP – 233 MHz PowerPC 604e (2)

### APS Tech
- M*Power 603e160 – 160 MHz PowerPC 603e
- M*Power 603e180 – 180 MHz PowerPC 603e
- M*Power 603e200 – 200 MHz PowerPC 603e
- M*Power 603e240 – 240 MHz PowerPC 603e
- M*Power 604e200 – 200 MHz PowerPC 604e
- M*Power 603e300/2 – 300 MHz PowerPC 603e
- M*Power 604e200/2 – 200 MHz PowerPC 604e

### Assistive Technology
- Freestyle – 100 MHz PowerPC 603e

### Centralen Norrland
- Reid 604e/160 Desktop – 160 MHz PowerPC 604e
- Reid 604e/200 Desktop – 200 MHz PowerPC 604e
- Reid 604e/200 Minitower – 200 MHz PowerPC 604e

### Centro HL
- MacOS 180 – 180 MHz PowerPC 604e
- MacOS 200 – 200 MHz PowerPC 604e
- MacOS 225 – 225 MHz PowerPC 604e

### Comjet (Europe)
- PowerCity A – 200 MHz PowerPC 604e
- PowerCity B – 200 MHz PowerPC 604e
- PowerCity C – 200 MHz PowerPC 604e
- PowerCity D – 200 MHz PowerPC 604e
- PowerCity E – 200 MHz PowerPC 604e
- PowerCity Empty – 200 MHz PowerPC 604e
- PowerCity DT – 200 MHz PowerPC 604e

### ComputerWarehouse
- Harvard – 200 MHz PowerPC 603e
- Stanford – 240 MHz PowerPC 603e
- New York – 200 MHz PowerPC 604e
- Manhattan – 200 MHz PowerPC 604e
- Hollywood – 200 MHz PowerPC 604e
- Nashville – 200 MHz PowerPC 604e
- Boston – 200 MHz PowerPC 604e
- Rome – 200 MHz PowerPC 604e
- Paris – 200 MHz PowerPC 604e
- Cannes – 200 MHz PowerPC 604e
- B-Machine – 200 MHz PowerPC 604e

### Daystar Digital
- Genesis MP 300 – 150 MHz PowerPC 604 (2)
- Genesis MP 528 – 132 MHz PowerPC 604 (4)
- Genesis MP 600 – 150 MHz PowerPC 604 (4)
- Genesis MP 360+ – 180 MHz PowerPC 604e (2)
- Genesis MP 400+ – 200 MHz PowerPC 604e (2)
- Genesis LT 400+ – 200 MHz PowerPC 604e (2)
- Genesis MP 450+ – 225 MHz PowerPC 604e (2)
- Genesis MP 466+ – 233 MHz PowerPC 604e (2)
- Genesis MP 720+ – 180 MHz PowerPC 604e (4)
- Genesis MP 800+ – 200 MHz PowerPC 604e (4)
- Genesis MP 900+ – 225 MHz PowerPC 604e (4)
- Genesis MP 932+ – 233 MHz PowerPC 604e (4)

### DynaTec
- Junior – 233 MHz PowerPC 604e
- 5/300 – 325 MHz PowerPC 604e
- 10/300 – 291 MHz PowerPC 750 (G3)

### Gravis
- Gravision 166 TT – 166 MHz PowerPC 604e
- Gravision 180 TT – 180 MHz PowerPC 604e
- Gravision 200 TT – 200 MHz PowerPC 604e
- Gravision 250 TT – 250 MHz PowerPC 604e
- Gravision Pro 250 TT – 250 MHz PowerPC 750 (G3)
- Gravision Pro 266 TT – 266 MHz PowerPC 750 (G3)
- Gravision 200 MT – 200 MHz PowerPC 603e
- Gravision 240 MT – 240 MHz PowerPC 603e
- Gravision Four 200 – 200 MHz PowerPC 604e
- Aegis 200 – 200 MHz PowerPC 604e (identisch mit Umax SuperMac Aegis 200)

### Hardware Research
- 604e/200 – 200 MHz PowerPC 604e
- 604e/233 – 233 MHz PowerPC 604e
- 604e/250 – 250 MHz PowerPC 604e
- 604e/233 – DP233 MHz PowerPC 604e (2)
- 604e/250 – DP250 MHz PowerPC 604e (2)
- 750/233 – 233 MHz PowerPC 750 (G3)
- 750/250 – 250 MHz PowerPC 750 (G3)
- 750/275 – 275 MHz PowerPC 750 (G3)
- 750/300 – 300 MHz PowerPC 750 (G3)

### International Computer
- IC 3-240 – 240 MHz PowerPC 603e
- IC 4-200 – 200 MHz PowerPC 604e
- IC 4-200P – 200 MHz PowerPC 604e
- IC 4-200ZPS – 200 MHz PowerPC 604e

### Mactell
- XB 203/DT – 200 MHz PowerPC 603e
- XB 204/DT – 200 MHz PowerPC 604e
- XB 253/DT – 250 MHz PowerPC 603e
- XB 303/DT – 300 MHz PowerPC 603e
- XB 203/MT – 200 MHz PowerPC 603e
- XB 204/MT – 200 MHz PowerPC 604e
- XB 253/MT – 250 MHz PowerPC 603e
- XB 303/MT – 300 MHz PowerPC 603e
- XB-Pro 180 – 180 MHz PowerPC 604e
- XB-Pro 200 – 200 MHz PowerPC 604e
- XB-Pro 233 – 233 MHz PowerPC 604e
- XB-Pro 250 – 250 MHz PowerPC 604e
- XB-Pro G3 250 – 250 MHz PowerPC 750 (G3)
- XB-Pro G3 266 – 266 MHz PowerPC 750 (G3)
- XB-Pro G3 275 – 275 MHz PowerPC 750 (G3)
- XB-Pro G3 300 – 300 MHz PowerPC 750 (G3)
- Typhoon TY 183 – 180 MHz PowerPC 603e
- Twister TW 203 – 200 MHz PowerPC 603e
- Twister TW 243 – 240 MHz PowerPC 603e
- Twister TW 753 – 275 MHz PowerPC 603e

### MacWarehouse
- PowerUser 110CD – 110 MHz PowerPC 601

### MacWay
- StarWay 200 – 200 MHz PowerPC 604e

### MacWorks
- Millennium 604/132 – 132 MHz PowerPC 604
- Millennium 604e/150 – 150 MHz PowerPC 604e
- Millennium 604e/166 – 166 MHz PowerPC 604e
- Millennium 604e/200 – 200 MHz PowerPC 604e
- Millennium 604e/233 – 233 MHz PowerPC 604e
- Millennium 604e/400 – 200 MHz PowerPC 604e (4)
- Millennium G3/307 – 307 MHz PowerPC 750 (G3)
- Millennium G3/325 – 325 MHz PowerPC 750 (G3)

### Marathon Computer
- RackMac TZ 603e/180 – 180 MHz PowerPC 603e
- RackMac TZ 603e/200 – 200 MHz PowerPC 603e
- RackMac TZ 603e/240 – 240 MHz PowerPC 603e
- RackMac TZ 604e/200 – 200 MHz PowerPC 604e
- RackMac TS 604e/120 – 120 MHz PowerPC 604e
- RackMac TS 604e/200 – 200 MHz PowerPC 604e
- RackMac TS 604e/233 – 233 MHz PowerPC 604e
- RackMac TS 604e/250 – 250 MHz PowerPC 604e
- RackMac TS 750/250 – 250 MHz PowerPC 750 (G3)
- RackMac TS 750/275 – 275 MHz PowerPC 750 (G3)
- RackMac TS 750/300 – 300 MHz PowerPC 750 (G3)

### MaxxBoxx DataSystems
- MaxxBoxx Tanzania 730/200 SP – 200 MHz PowerPC 604e
- MaxxBoxx Nitro 860/200 SP – 200 MHz PowerPC 604e
- MaxxBoxx Nitro 860/225 SP – 225 MHz PowerPC 604e
- MaxxBoxx Nitro 860/360 MP – 180 MHz PowerPC 604e (2)
- MaxxBoxx Nitro 860/400 MP – 200 MHz PowerPC 604e (2)
- MaxxBoxx Mocca 930/233 SP – 200 MHz PowerPC 604e
- MaxxBoxx Mocca 930/266 SP – 266 MHz PowerPC 604e
- MaxxBoxx Mocca 930/333 SP – 333 MHz PowerPC 604e
- MaxxBoxx Tsunami 960/200 SP – 200 MHz PowerPC 604e
- MaxxBoxx Tsunami 960/225 SP – 225 MHz PowerPC 604e
- MaxxBoxx Tsunami 960/360 MP – 180 MHz PowerPC 604e (2)
- MaxxBoxx Tsunami 960/400 MP – 200 MHz PowerPC 604e (2)
- MaxxBoxx Tsunami 960/800 MP – 200 MHz PowerPC 604e (4)
- MaxxBoxx Samurai Cut 920/2.67 QP – 2.67 GHz Intel i7 (4)
- MaxxBoxx Samurai ProCut 5420/2.5 DQP – 2.5 GHz Intel Quad XEON (8)

### Motorola

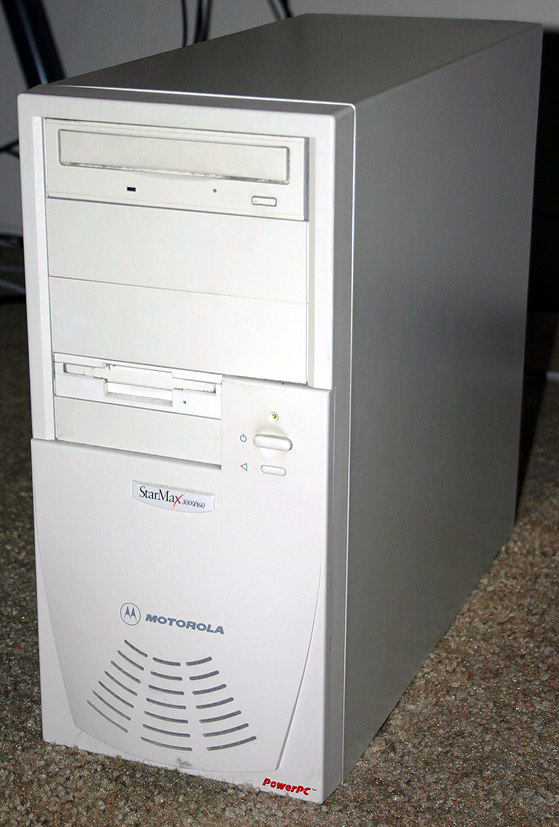
StarMax 3000/160 MT

- StarMax 3000/160 DT – 160 MHz PowerPC 603e
- StarMax 3000/180 DT – 180 MHz PowerPC 603e
- StarMax 3000/200 DT – 200 MHz PowerPC 603e
- StarMax 3000/160 MT – 160 MHz PowerPC 603e
- StarMax 3000/180 MT – 180 MHz PowerPC 603e
- StarMax 3000/200 MT – 200 MHz PowerPC 603e
- StarMax 3000/240 MT – 240 MHz PowerPC 603e
- StarMax 4000/160 DT – 160 MHz PowerPC 604e
- StarMax 4000/200 DT – 200 MHz PowerPC 604e
- StarMax 4000/160 MT – 160 MHz PowerPC 604e
- StarMax 4000/200 MT – 200 MHz PowerPC 604e
- StarMax 5000/225 – 225 MHz PowerPC 603e
- StarMax 5000/250 – 250 MHz PowerPC 603e
- StarMax 5000/275 – 275 MHz PowerPC 603e
- StarMax 5000/300 – 300 MHz PowerPC 603e
- StarMax 5500/200 – 200 MHz PowerPC 604e
- StarMax Pro 6000/233 – 233 MHz PowerPC 750 (G3)
- StarMax Pro 6000/266 – 266 MHz PowerPC 750 (G3)

### Pioneer
- MPC-GX – 166 MHz PowerPC 601
- MPC-GX1 (Limited) – 80 MHz PowerPC 601
- MPC-LX200 – 100 MHz PowerPC 603e
- MPC-LX200-TV – 100 MHz PowerPC 603e
- MPC-LX200-MO – 100 MHz PowerPC 603e

### Pios
- Keenya 603/200 – 200 MHz PowerPC 603e
- Keenya 604/200 – 200 MHz PowerPC 604e
- Keenya 604/200 Pro – 200 MHz PowerPC 604e
- Keenya 604/200 Pro 3D – 200 MHz PowerPC 604e
- Magna 200 – 200 MHz PowerPC 604e
- Magna 220 – 220 MHz PowerPC 750 (G3)
- Magna 250 – 250 MHz PowerPC 750 (G3)
- Magna 275 – 275 MHz PowerPC 750 (G3)
- Magna 300 – 300 MHz PowerPC 750 (G3)
- Magna Mach 300 – 300 MHz PowerPC 604e

### PowerComputing
- Power 80 – 80 MHz PowerPC 601
- Power 100 – 100 MHz PowerPC 601
- Power 110 – 110 MHz PowerPC 601
- Power 120 – 120 MHz PowerPC 601
- PowerWave 604/120 – 120 MHz PowerPC 604
- PowerWave 604/132 – 132 MHz PowerPC 604
- PowerWave 604/150 – 150 MHz PowerPC 604
- PowerCurve 601/120 – 120 MHz PowerPC 601
- PowerCenter 120 – 120 MHz PowerPC 604
- PowerCenter 132 – 132 MHz PowerPC 604
- PowerCenter 150 – 150 MHz PowerPC 604
- PowerCenter 166 – 166 MHz PowerPC 604
- PowerCenter 180 – 180 MHz PowerPC 604
- PowerCenter Pro 180 – 180 MHz PowerPC 604e
- PowerCenter Pro 210 – 210 MHz PowerPC 604e
- PowerCenter Pro 240 – 240 MHz PowerPC 604e
- PowerTower 166 – 166 MHz PowerPC 604
- PowerTower 180 – 180 MHz PowerPC 604
- PowerTower 180e – 180 MHz PowerPC 604e
- PowerTower 200e – 200 MHz PowerPC 604e
- PowerTower Pro 180 – 180 MHz PowerPC 604e
- PowerTower Pro 200 – 200 MHz PowerPC 604e
- PowerTower Pro 225 – 225 MHz PowerPC 604e
- PowerTower Pro 225 MP – 225 MHz PowerPC 604e (2)
- PowerTower Pro 250 – 250 MHz PowerPC 604e
- PowerTower Pro 250 MP – 250 MHz PowerPC 604e (2)
- PowerTower Pro G3 250 – 250 MHz PowerPC 750 (G3)
- PowerTower Pro G3 275 – 275 MHz PowerPC 750 (G3)
- PowerBase 180 – 180 MHz PowerPC 603e
- PowerBase 200 – 200 MHz PowerPC 603e
- PowerBase 240 – 240 MHz PowerPC 603e

### PowerDome
- PowerDome 4200 – 200 MHz PowerPC 604e
- PowerDome 4233 TS – 233 MHz PowerPC 604e
- PowerDome 4250 TS – 250 MHz PowerPC 604e
- PowerDome 4250 TS Pro – 250 MHz PowerPC 604e
- PowerDome 4250 TS G3 – 250 MHz PowerPC 750 (G3)

### PowerEx
- StepMac 180 – 180 MHz PowerPC 604e
- StepMac 200 – 200 MHz PowerPC 604e
- StepMac 233 – 233 MHz PowerPC 604e
- StepMac 233 DP – 233 MHz PowerPC 604e (2)
- StepMac 250 – 250 MHz PowerPC 604e

### PowerTools
- Infinity 3160 – 160 MHz PowerPC 603e
- Infinity 3180 – 180 MHz PowerPC 603e
- Infinity 3200 – 200 MHz PowerPC 603e
- Infinity 3240 – 240 MHz PowerPC 603e
- Infinity 4200 – 200 MHz PowerPC 604e
- Infinity 3200GT – 200 MHz PowerPC 603e
- Infinity 4200GT – 200 MHz PowerPC 604e
- Infinity T2 – 200 MHz PowerPC 604e
- X-Factor 250 – 250 MHz PowerPC 750 (G3)
- X-Force 250 – 250 MHz PowerPC 750 (G3)
- X-Force 275 – 275 MHz PowerPC 750 (G3)
- X-Force 300e – 250 MHz PowerPC 750 (G3)

### Radius
- System 81/110 – 110 MHz PowerPC 601
- System 100 – 110 MHz PowerPC 601

### RedBox
- Expression 604e/200 – 200 MHz PowerPC 604e
- Expression 604e/200+ – 200 MHz PowerPC 604e

### Shaye
- Lion 200 – 200 MHz PowerPC 604e
- Panther 200 – 200 MHz PowerPC 604e
- Tiger 200 – 200 MHz PowerPC 604e
- Leopard 200 – 200 MHz PowerPC 604e
- Jaguar 200 – 200 MHz PowerPC 604e
- Puma 200 – 200 MHz PowerPC 604e
- Cheetah 200 – 200 MHz PowerPC 604e
- Lynx 200 – 200 MHz PowerPC 604e
- Puma 200/II – 200 MHz PowerPC 604e
- Jaguar 200/IIAV – 200 MHz PowerPC 604e
- Lynx 200/II – 200 MHz PowerPC 604e
- Lynx 200/III – 200 MHz PowerPC 604e

### Storm
- Surge 1500 – 150 MHz PowerPC 604e
- Surge 2000 – 200 MHz PowerPC 604e
- Surge 2330 – 233 MHz PowerPC 604e
- Surge 2550 – 250 MHz PowerPC 604e
- Surge G3 250 – 250 MHz PowerPC 750 (G3)
- Mercury 166D – 166 MHz PowerPC 603e
- Mercury 180D – 180 MHz PowerPC 603e
- Mercury 200T – 200 MHz PowerPC 603e
- Challenger 200 – 200 MHz PowerPC 604e

### Tatung
- TPC-5000 – 200 MHz PowerPC 604e

### Umax
- SuperMac S900/150 – 150 MHz PowerPC 604
- SuperMac S900/180 – 180 MHz PowerPC 604e
- SuperMac S900/180 DP – 180 MHz PowerPC 604e (2)
- SuperMac S900/200 – 200 MHz PowerPC 604e
- SuperMac S900/200 DP – 200 MHz PowerPC 604e (2)
- SuperMac S900/225 – 225 MHz PowerPC 604e
- SuperMac S900/233 – 233 MHz PowerPC 604e
- SuperMac S900/240 – 240 MHz PowerPC 604e
- SuperMac S900/250 – 250 MHz PowerPC 604e
- SuperMac S900i/250 – 250 MHz PowerPC 604e
- SuperMac S900/250 DP – 250 MHz PowerPC 604e (2)
- SuperMac S910/250 – 250 MHz PowerPC 604e
- SuperMac S900Base (w/ G3) – 250 MHz PowerPC 750 (G3)
- SuperMac J700/150 – 150 MHz PowerPC 604
- SuperMac J700/180 – 180 MHz PowerPC 604e
- SuperMac J710/200 – 200 MHz PowerPC 604e
- SuperMac J700/233 – 233 MHz PowerPC 604e
- SuperMac C500/140 – 140 MHz PowerPC 603e
- SuperMac C500LT/140 – 140 MHz PowerPC 603e
- SuperMac C500/160 – 160 MHz PowerPC 603e
- SuperMac C500/180 – 180 MHz PowerPC 603e
- SuperMac C500e/180 – 180 MHz PowerPC 603e
- SuperMac C500i/180 – 180 MHz PowerPC 603e
- SuperMac C500LT/180 – 180 MHz PowerPC 603e
- SuperMac C500e/200 – 200 MHz PowerPC 603e
- SuperMac C500i/200 – 200 MHz PowerPC 603e
- SuperMac C500LT/200 – 200 MHz PowerPC 603e
- SuperMac C500/240 – 240 MHz PowerPC 603e
- SuperMac C500e/240 – 240 MHz PowerPC 603e
- SuperMac C600/160 – 160 MHz PowerPC 603e
- SuperMac C600/180 – 180 MHz PowerPC 603e
- SuperMac C600/200 – 200 MHz PowerPC 603e
- SuperMac C600e/200 – 200 MHz PowerPC 603e
- SuperMac C600vPC – 200/240 MHz PowerPC 603e
- SuperMac C600/240 – 240 MHz PowerPC 603e
- SuperMac C600LT/240 – 240 MHz PowerPC 603e
- SuperMac C600x/240 – 240 MHz PowerPC 603e
- SuperMac C600x/280 – 280 MHz PowerPC 603e
- SuperMac Aegis 200 – 200 MHz PowerPC 604e

### Vertegri
- QuickTower Q2 – 160 MHz PowerPC 603e
- QuickTower E2 – 200 MHz PowerPC 604e
- QuickTower E2 Imagestation – 200 MHz PowerPC 604e
- QuickTower E2 proVideo – 200 MHz PowerPC 604e
- ImediaEngine V3 – 200 MHz PowerPC 604e
- ImediaEngine V5 – 200 MHz PowerPC 604e
- ImediaEngine V7 – 240 MHz PowerPC 604e

### VisionPower
- PowerExpress 160 – 160 MHz PowerPC 603e
- PowerExpress 180 – 180 MHz PowerPC 603e
- PowerExpress 200 – 200 MHz PowerPC 603e
- PowerExpress 240 – 240 MHz PowerPC 603e
- PowerExtreme 200 – 200 MHz PowerPC 604e
- PowerMax Pro 150 – 150 MHz PowerPC 604e
- PowerMax Pro 180 – 180 MHz PowerPC 604e
- PowerMax Pro 200 – 200 MHz PowerPC 604e
- PowerMax Pro 225 – 225 MHz PowerPC 604e
- PowerMax Pro G3/250 – 250 MHz PowerPC 750 (G3)